# 沙姆舒拉-斯普魯斯克里克 (佛羅里達州)
沙姆舒拉-斯普魯斯克里克（英語：Samsula-Spruce Creek）是位於美國佛羅里達州福祿喜雅縣的一個人口普查指定地區。

## 地理
沙姆舒拉-斯普魯斯克里克的座標為29°03′41″N 81°03′11″W / 29.06139°N 81.05306°W，而該地最高點為海拔高度4米（即13英尺）。

## 人口
根據2010年美國人口普查的數據，沙姆舒拉-斯普魯斯克里克的面積為45.20平方千米，當中陸地面積為45.10平方千米，而水域面積為0.10平方千米。當地共有人口5047人，而人口密度為每平方千米111人。